# Marie Kovárníková

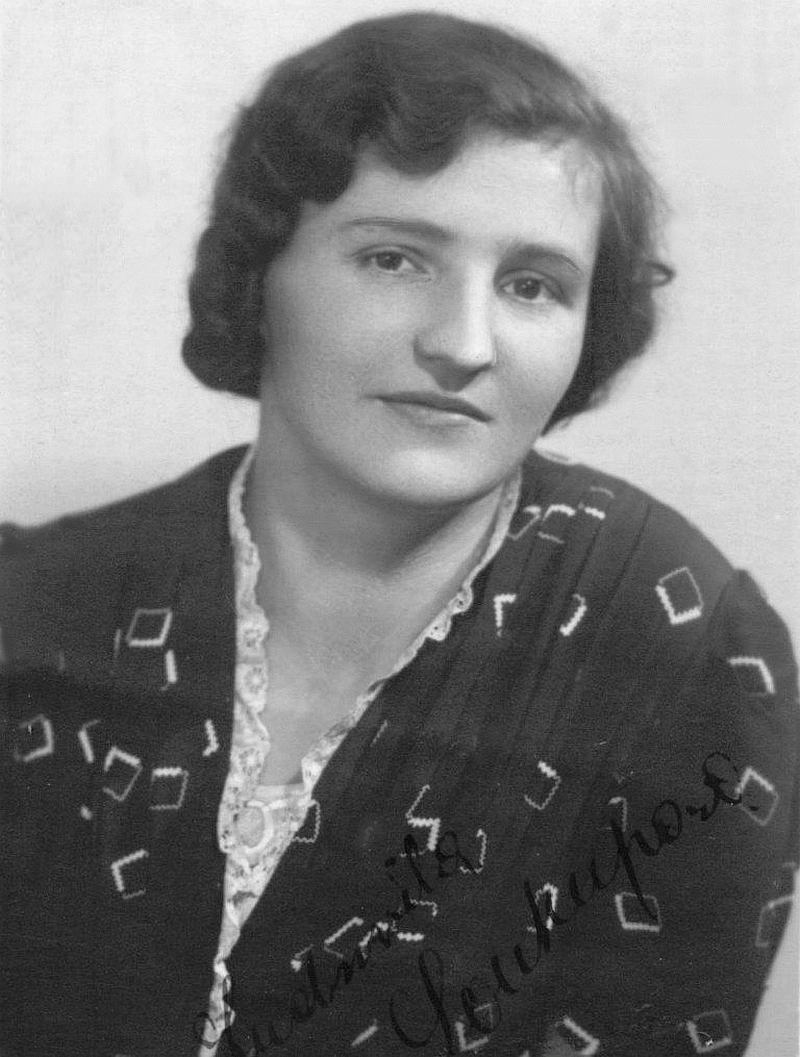
Její sestra Ludmila Soukupová (rozená Kovárníková)

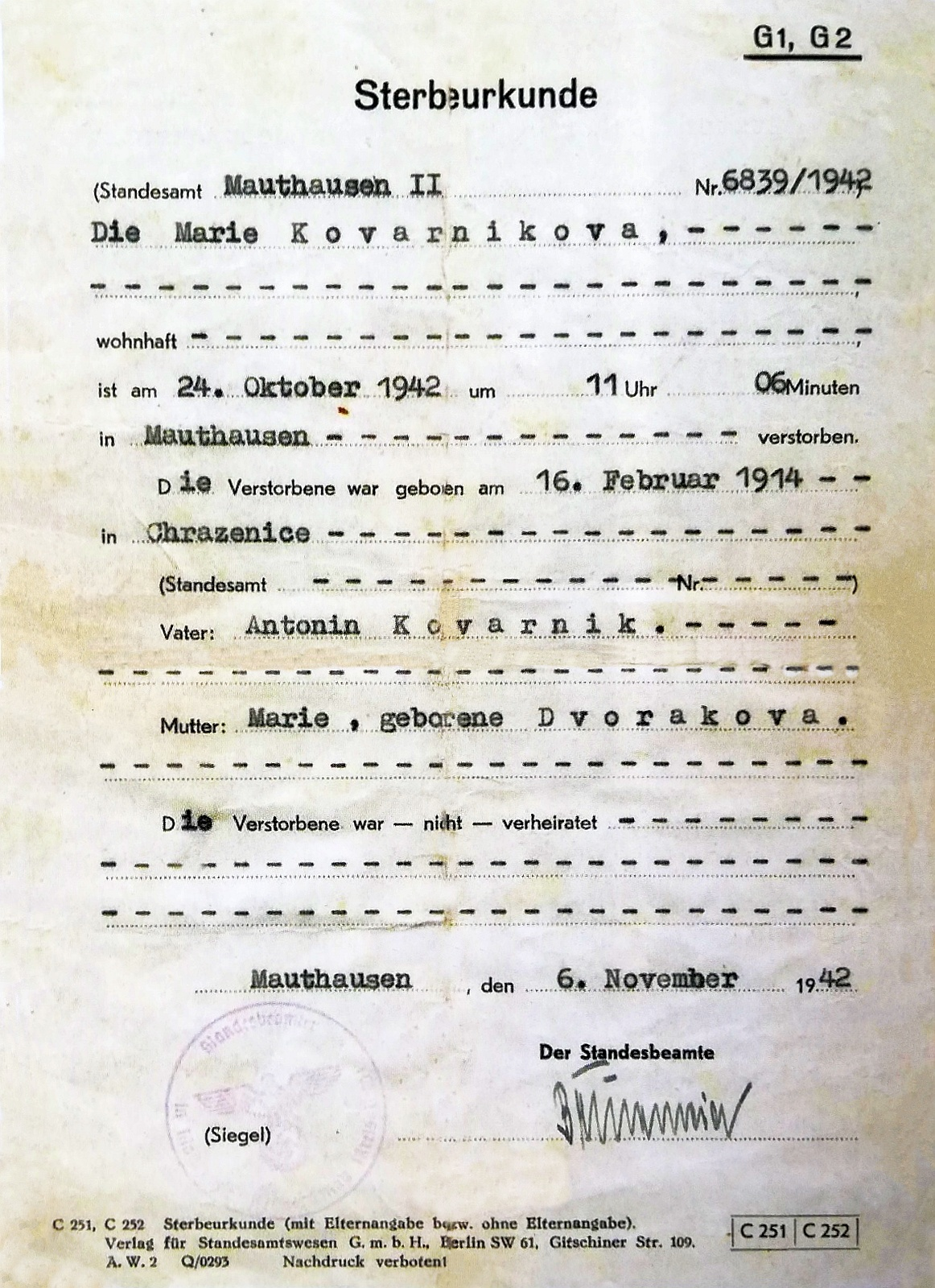
Úmrtní list Marie Kovárníkové vystavený v Mauthausenu

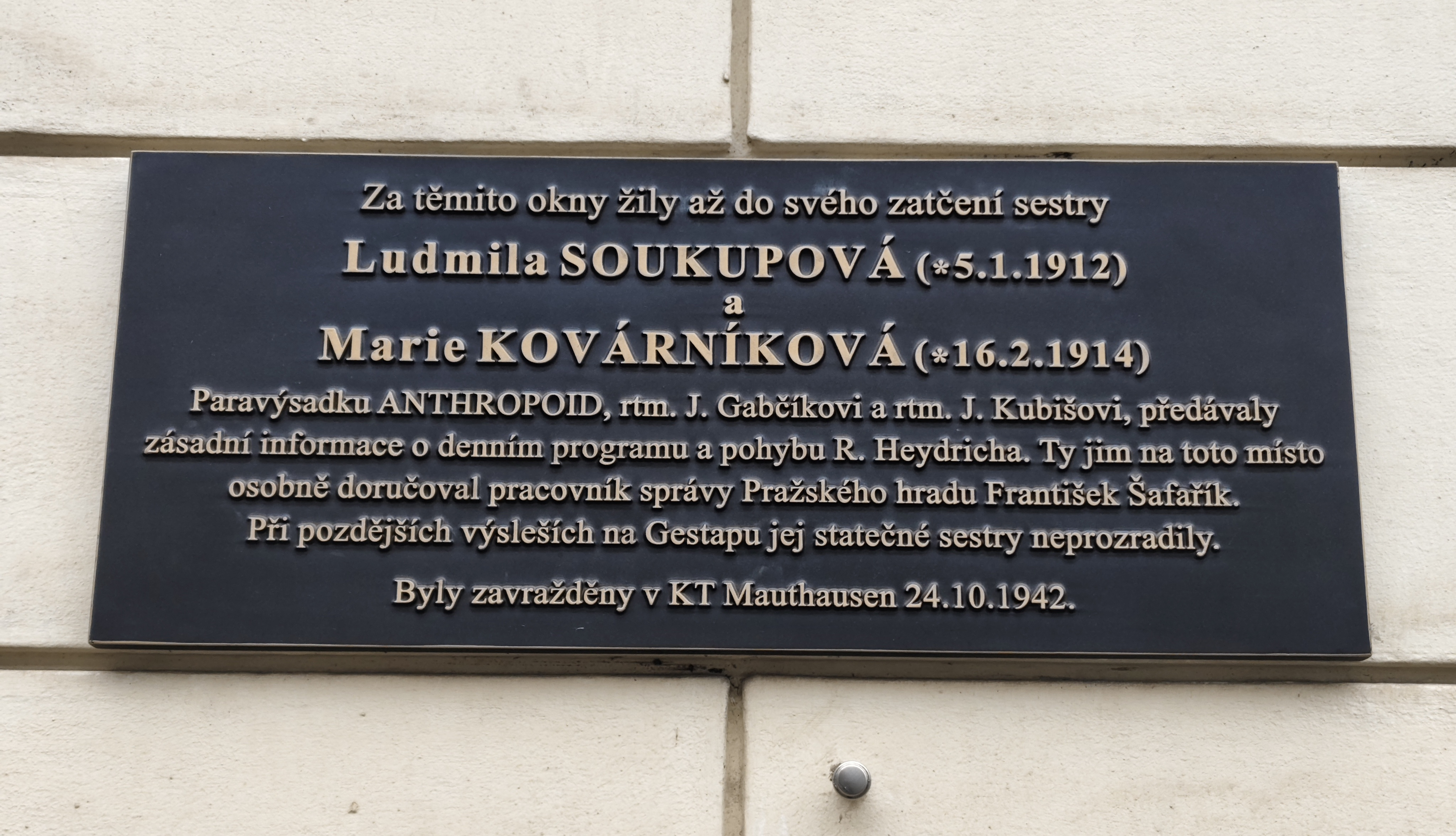
Pamětní deska v Letenské ulici v Praze

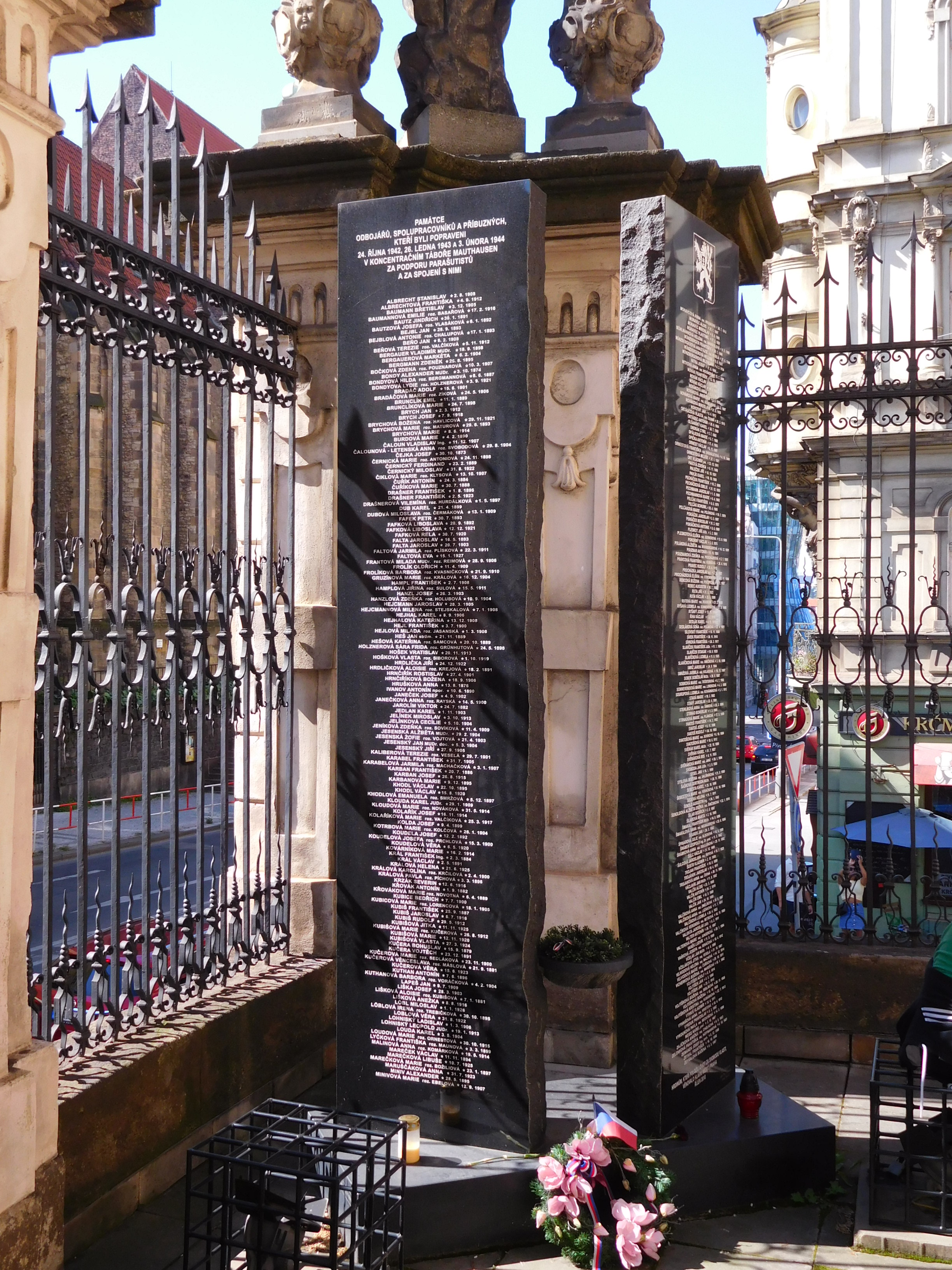
Pomník odbojářům popraveným a umučeným v souvislostí s operací Anthropoid (Resslova ulice)

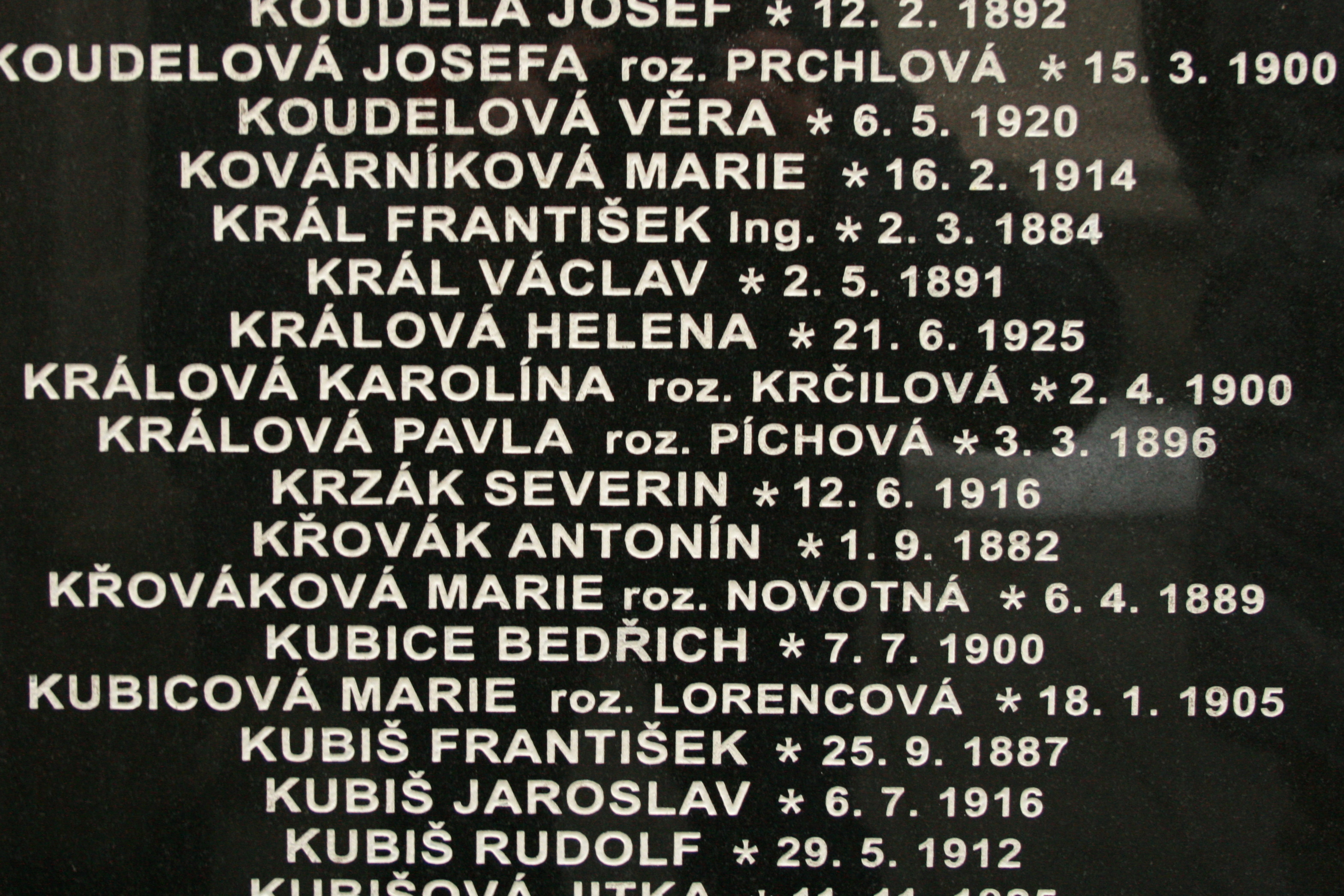
Detail pomníku na terase kostela sv. Cyrila a Metoděje se jménem Marie Kovárníkové

Marie Kovárníková (16. února 1914, Ohrazenice – 24. října 1942, Koncentrační tábor Mauthausen) byla přítelkyně Jana Kubiše z paradesantní skupiny Anthropoid, jednoho z atentátníků na zastupujícího říšského protektora Reinharda Heydricha. Před provedením atentátu jej ukrývala ve svém bytě v Praze. Byla popravena nacisty v koncentračním táboře Mauthausen dne 24. října 1942. Spolu s ní byla popravena i její sestra Ludmila Soukupová (rozená Kovárníková).

## Život

### Rodina a práce
Marie Kovárníková se narodila 16. února 1914 v Ohrazenici u Jaroměřic nad Rokytnou, okres Třebíč (dříve okres Moravské Budějovice). Marie měla o dva roky starší sestru Ludmilu, která se narodila 5. ledna 1912 také v Ohrazenicích.
Později se obě sestry Kovárníkovy přestěhovaly za prací do Prahy. V době protektorátní Marie Kovárníková pracovala v Hloubětíně v továrně na margarín Sana; její sestra Ludmila pak v kartonážním závodě firmy K. Reicha na pražském Smíchově. Ludmila Kovárníková se v roce 1938 provdala za elektromontéra Antonína Soukupa z Klatov a měla s ním dceru (v roce 1942 jí bylo 3,5 roku). V roce 1940 byl Antonín Soukup uvězněn pro sabotáž. Ludmila Soukupová-Kovárníková bydlela v Magdeburské ulici (dnes – rok 2022 – v Letenské ulici 526/2) pod Pražským hradem a její svobodná mladší sestra Marie se k ní (cca v roce 1940) přistěhovala do společné domácnosti.
Ludmila Soukupová (rozená Kovárníková) pracovala ve smíchovském kartonážním závodě s kolegyní Annou Malinovou. Ta měla tříletou dcerku a byla vdovou. Její manžel Antonín Malina byl čalouník, ale zemřel při mobilizaci v roce 1939 nejspíše v důsledku špatných hygienických podmínek.

### Odbojová činnost
Známost s mladou vdovou Annou Malinovou (byla o dva roky mladší než Gabčík) navázal Jozef Gabčík počátkem ledna 1942 v tramvaji. Mezi oběma vznikl velmi rychle intimní vztah. Gabčík u ní delší čas bydlel a alespoň některé dny a noci v týdnu se u ní zdržoval. Prostřednictvím Anny Malinové respektive Ludmily Soukupové se nakonec i Jan Kubiš seznámil s Marií Kovárníkovou a také mezi nimi vznikl intimní vztah.
Jozef Gabčík se s Annou Malinovou (a s Janem Kubišem a jeho přítelkyní Marií Kovárníkovou) procházeli po Praze a počítali s tím, že jejich dámský doprovod odpoutá pozornost kolemjdoucích od nich samých.
Učitel Jan Zelenka–Hajský znal (z titulu své profese) mnoho lidí a mezi nimi byl zvláště vhodný jeden jeho bývalý žák – František Šafařík, který v roce 1942 pracoval u hospodářské správy na Pražském hradě. Šafařík měl aktuální a detailní povědomost o Heydrichově denním programu a pravidelně zaznamenával časy příjezdů a odjezdů zastupujícího říšského protektora na Hrad a z Hradu (z Panenských Břežan a do Panenských Břežan, kde Heydrich bydlel od Velikonoc roku 1942), kde vystupuje, zda má doprovod a v jaké síle. Informace tohoto druhu pomohly parašutistům lépe plánovat místo a čas útoku. Po získání Šafaříka ke spolupráci nosil tento hradní úředník potřebné informace Zelenkovi-Hajskému do jeho poštovní schránky na Žižkově, kde Hajský bydlel. Šafaříkovi bylo zatěžko putovat přes celou Prahu na Žižkov a požádal Zelenku, aby našel příhodnější místo pro „předávku“. Poloha domu v Magdeburské ulici v „pražském podhradí“, kde sestry Kovárníkovy přebývaly, se Zelenkovi jevila příhodnou pro předávání informací o pohybech a zvyklostech R. Heydricha. Šafařík zaklepal na okno bytu v přízemí, předal obálku Ludmile či Marii (poté, co se okno otevřelo) a ihned místo opustil. Někdy obálku přebíral i Jan Kubiš, který do bytu v Magdeburské ulici chodil Marii Kovárníkovou navštěvovat.
Marie s Kubišem otěhotněla. Jednou dne ji navštívil údajný Kubišův strýc (Hajský) s tím, že dítě nemůže donosit, protože s ní její přítel nemůže během války uzavřít sňatek. Nemá se ovšem prý ničeho obávat, protože Marii zajistí ve vhodný čas potřebnou pomoc. Té nakonec nebylo potřeba, neboť se Marie musela v jedné pražské nemocnici podrobit lékařskému zákroku.
Jan Kubiš udržoval kontakt s Marií Kovárníkovou i těsně před atentátem na R. Heydricha a dokonce jí přislíbil další setkání asi dva dny po datu atentátu, jak vypověděla Marie dne 4. září 1942 před soudem s některými pomocníky atentátníků.

### Prozrazení, soud, ...
Ludmilu Soukupovou udal domovník Josef Otta dne 18. června 1942. Marie Kovárníková byla zatčena 25. června 1942. Obě sestry Kovárníkovy musely vypovídat již 3. září 1942 během „veřejného“ soudního procesu s duchovními pravoslavné církve. Díky statečnosti obou sester nebyl prozrazen hradní úředník František Šafařík. Pro odbojovou činnost byly Ludmila i Marie odsouzeny k trestu smrti, který byl vykonán 24. října 1942 v koncentračním táboře Mauthausen zastřelením ranou do týla při fiktivní lékařské prohlídce.

## Dovětek
Udavač Josef Otta byl po skončení druhé světové války zatčen a při pokusu o útěk byl zastřelen. Manžel Ludmily Soukupové-Kovárníkové po návratu z výkonu trestu za sabotáž byl odvlečen do Terezína a druhou světovou válku nepřežil. Dcerka Ludmily Soukupové-Kovárníkové, která se jmenovala po matce Ludmila, druhou světovou válku přežila, neboť nežila se svojí matkou v Praze, ale ukrývala se u příbuzných v obci Ohrazenice.

## Připomínky
- Její jméno (Kovárníková Marie * 16.2.1914) je uvedeno na pomníku při pravoslavném chrámu svatého Cyrila a Metoděje (adresa: Praha 2, Resslova 9a). Pomník byl odhalen 26. ledna 2011 a je součástí Národního památníku obětí heydrichiády.[1][2]
- Její jméno je uvedeno na pamětní desce umístěné na vnější fasádě domu na adrese: Praha 1, Letenská 526/2, Malá Strana. Na desce je nápis: "Za těmito okny žily až do své smrti sestry Ludmila Soukupová (*5.1.1912) a Marie Kovárníková (*16.2.1914) / Paravýsadku ANTHROPOID, rtm. J. Gabčíkovi a rtm. J. Kubišovi, předávaly zásadní informace o denním programu a pohybu R. Heydricha. Ty jim na toto místo osobně doručoval pracovník správy Pražského hradu František Šafařík. Při pozdějších výsleších na Gestapu jej statečné sestry neprozradily. Byly zavražděny v KT Mauthausen 24.10.1942".[8] Slavnostní odhalení desky uspořádala Československá obec legionářská a Iniciativa A dne 26. října 2024.[9]
- Její jméno je uvedeno na pamětní desce umístěné na vnější fasádě domu na adrese: Praha 9, Poděbradská 88/55, Hloubětín. V objektu sídlila továrna na margarín Sana, která byla postavena v 90. letech 19. století. Po druhé světové válce se výroba přesunula na Slovensko a zdejší provozovny převzal Průmysl trvanlivého pečiva. Na desce je nápis: Padlým hrdinům našeho závodu / 1939–1945 / Marie Kovárníková / Vlastimil Pangrác / Josef Zdvíhal / Na věčnou paměť / Sana národní podnik Praha.[10]
- Její jméno je uvedeno na domě číslo popisné 15 ve vesnici Ohrazenice, kde obě sestry (Marie Kovárníková a Ludmila Soukupová, rozená Kovárníková) bydlely v mládí. V tomto domě se ukrývala (v posledních dvou letech druhé světové války) i dcera Ludmily Soukupové-Kovárníkové (Ludmila Soukupová). Pamětní deska byla slavnostně odhalena 30. června 2007, byla financována z veřejné sbírky (15 tisíc Kč) a nese nápis: V této obci se narodily a prožily mládí / Ludmila Soukupová-Kovárníková / * 5.1.1912 / Marie Kovárníková / * 16.2.1914 / Pro poskytnutí pomoci / československým parašutistům z Anglie / byly popraveny 24.10.1942 v Mauthausenu. / Čest jejich památce! / Věnují občané Ohrazenice.[11]

## Marie Kovárníková v kultuře
- Postava Marie Kovárníkové se objevuje ve filmu Anthropoid a její představitelkou je Charlotte Le Bon (dabing Eva Josefíková).